# Inas (cantante)
Inas, pseudonimo di Inas Arnautović (Sarajevo, 28 gennaio 2003), è un rapper bosniaco.

## Biografia
Si è approcciato alla musica nel 2018, quando ha avviato una collaborazione con il duo bosniaco Jala Brat e Buba Corelli. Ha iniziato a registrare per la loro casa di produzione, Imperia, sotto la  quale ha pubblicato la sua canzone di debutto London zore. Ha guadagnato più ampia popolarità nel 2019, dopo aver presentato al pubblico il singolo Da, da, da prodotto da Coby. Durante il medesimo anno, ha realizzato la sua prima collaborazione col musicista serbo Ognjen, con il quale ha registrato il brano High ko zmaj.
Nel 2020, ha rilasciato un duetto con Tasko intitolato Balkan Banda e i singoli Babi Flow e Speedfight. L'anno successivo, ha registrato AP per il sequel del film Južni Vetar, intitolato Južni Vetar 2: Ubrzanje. Nel 2023 ha partecipato al primo album in studio del collega Devito e, nel 2024, ha duettato con Nikolija nella canzone Viski. Nel febbraio dello stesso anno ha lanciato Demon Tapes, il suo primo EP, composto da 6 pezzi.  

## Discografia

### Album dal vivo
- 2021 – Inas: Music Week
- 2022 – Inas: Music Week

### EP
- 2024 – Demon Tapes

### Singoli

#### Come artista principale
- 2018 – London zore
- 2018 – Zmijsko tijelo
- 2019 – Da, da, da
- 2019 – High ko zmaj (con Ognjen)
- 2020 – Babi Flow
- 2020 – Balkan banda (con Tasko)
- 2020 – Speedfight
- 2021 – AP (con Mike Ride)
- 2021 – G klasa (con Brzo Trči Ljanmi)
- 2021 – Lova (con Ahmad Amin)
- 2022 – Zvoni zvoni (con Seksi)
- 2022 – Nyokosuzi
- 2022 – Gigi
- 2022 – Lepadasy (con Zera)
- 2023 – Madrina

#### Come artista ospite
- 2023 – Svemir (Devito feat. Inas)
- 2024 – Viski (Nikolija feat. Inas)